# Puerto del Laurel
Puerto del Laurel är en ort i Mexiko.   Den ligger i kommunen Manuel Doblado och delstaten Guanajuato, i den centrala delen av landet, 300 km nordväst om huvudstaden Mexico City. Puerto del Laurel ligger 1 901 meter över havet och antalet invånare är 168.
Terrängen runt Puerto del Laurel är platt åt nordväst, men åt sydost är den kuperad. Puerto del Laurel ligger uppe på en höjd. Runt Puerto del Laurel är det ganska glesbefolkat, med 47 invånare per kvadratkilometer. Närmaste större samhälle är Ciudad Manuel Doblado, 15,9 km sydväst om Puerto del Laurel. Trakten runt Puerto del Laurel består till största delen av jordbruksmark.